# Conquista (jogos eletrônicos)

Exemplo de pop-up de conquista de jogo eletrônico.

Na terminologia dos videogames, conquistas, também conhecidas como troféus, prêmios ou desafios, são objetivos definidos fora dos parâmetros de um jogo. Diferente dos sistemas de missões ou fases, que geralmente definem os objetivos de um jogo eletrônico e afetam a jogabilidade diretamente, o sistema de conquistas funciona fora dos limites do ambiente de jogo. Cumprir as condições de uma conquista é chamado de desbloqueá-la.

## Proposta e motivação
As conquistas são incluídas nos jogos para estender a longevidade de um título e proporcionar aos jogadores um ímpeto para não só completar o jogo, mas encontrar todos os seus segredos. Elas são, efetivamente, desafios arbitrários definidos pelos desenvolvedores para serem cumpridos pelo jogador. Essas conquistas podem coincidir com os objetivos principais do próprio jogo, como completar uma fase, com objetivos secundários, como encontrar power-ups ou fases secretas, ou ainda podem ser independentes dos objetivos principais e secundários do jogo, como jogar um determinado tempo, assistir a um vídeo, derrotar determinado número de NPCs ou completar uma fase antes de certo tempo. Algumas conquistas podem levar a outras: muitos jogos possuem uma conquista que requer que o jogador consiga todas as outras conquistas.
Conquistas são diferentes de segredos, que tradicionalmente fornecem algum tipo de benefício direto ao jogador em forma de maior facilidade (como os canos em Super Mario Bros.) ou novas características na jogabilidade (como fases e armas escondidas em Doom). Apesar de segredos terem critérios semelhantes aos das conquistas para serem desbloqueados, a natureza independente das conquistas permite que elas sejam cumpridas sem a necessidade de dar ao jogador qualquer benefício. Além disso, as conquistas usadas em jogos são, geralmente, visíveis na Internet e no perfil do jogador, em plataformas como Xbox Live, Games for Windows - Live, PlayStation Network e Steam. A motivação para o jogador adquirir conquistas tem seu fundamento em maximizar sua pontuação (conhecida como Gamerscore na LIVE e Ranking de troféus na PSN) e obter reconhecimento por suas habilidades devido à publicação de seus perfis de conquistas/troféus. Alguns jogadores buscam conquistas como se isso fosse o próprio objetivo, sem levar em conta a diversão que o jogo proporciona.
Alguns sistemas de conquistas proporcionam benefícios diretos para o jogo, apesar de o prêmio não ser coerente com a conquista em si. Um exemplo de tal implementação são os "desafios" encontrados nos modos multiplayer dos títulos mais recentes da franquia Call of Duty. Os desafios podem incluir um certo número de mortes ou tiros na cabeça e são recompensados não somente com a conquista, mas também com um item bônus que pode ser equipado. Team Fortress 2 conta com 3 marcos para cada uma das nove classes. Quando um marco é alcançado por meio de um número específico de conquistas para cada classe, o jogador será recompensado com uma arma única não trocável para aquela classe.

## Implementações
Em 1982, quando o game Pitfall! foi vendido originalmente, qualquer um que atingisse mais de 20 000 pontos poderia enviar à desenvolvedora Activision uma foto da tela da televisão para receber o prêmio Pitfall! Harry Explorer Club. Desta forma, pode-se dizer que a Activision foi a primeira desenvolvedora de jogos a oferecer o sistema de “Achievments”.
Apesar de jogos individuais em diversas plataformas já terem, na data, sistemas de conquistas próprios, a implementação original desse sistema, bem como sua popularização, é considerada a do Xbox 360, introduzida em 2005 com o Gamerscore da Xbox Live. A Microsoft estendeu o suporte para o serviço Games for Windows - Live em 2007 ao incluir suporte para conquistas em Halo 2. Em 2008, Sony e Valve seguiram o mesmo caminho, adicionando troféus para o PlayStation 3 e conquistas Steam para alguns títulos de PC, respectivamente. Até então, a Nintendo não tinha desenvolvido nenhum sistema de conquistas para Wii ou Nintendo DS, mas alguns jogos selecionados como Metroid Prime 3: Corruption e Wii Sports Resort possuem seus próprios sistemas de conquistas. Também não há suporte para troféus no PlayStation Portable (PSP), apesar de o console ter conexão com a PSN. Entretanto, pelo menos três jogos de PSP possuem um sistema similar, sendo eles Silent Hill: Origins, Modnation Racers e Pinball Heroes. Embora um dos jogos de PSP - LittleBigPlanet - afirme ter suporte a troféus na parte de trás da caixa, foi um erro de digitação e a Sony confirmou que não havia sistema de troféus na versão para PSP de LittleBigPlanet. Entretanto, o sucessor do PSP, o PlayStation Vita, e todos os jogos desse console, possuem suporte ao sistema de troféus.
Diversos jogos, como World of Warcraft, possuem seu próprio sistema de conquistas, que podem ou não ser publicadas na Internet.
Sistemas operacionais móveis da Microsoft, Windows Phone 7 e Windows Phone 8, possuem suporte à Xbox Live, incluindo conquistas.
A Apple adicionou o Game Center na plataforma móvel iOS para iPhone, iPad e iPod touch, que conta com um sistema de conquistas.
Os dispositivos Amazon Kindle possuem o serviço GameCircle, que localiza conquistas e placares de líderes para alguns jogos adaptados à plataforma Kindle.
O jogo E-Motion para Amiga, lançado em 1990, foi um dos primeiros jogos a ter algum tipo de sistema de conquistas, que eram chamadas pelo jogo de "bônus secretos". O jogo tem cinco bônus, como completar uma fase sem girar para a direita e falhar certas fases completamente.
Kongregate, um site de jogos em Flash, conta com Badges, que dá pontos ao usuário, semelhante ao sistema da Xbox Live e da PSN. Assim como os troféus da PSN, pontos servem para aumentar o nível do jogador.
A forte chegada das conquistas como objetivo principal de alguns jogadores foi satirizada no jogo Achievement Unlocked. É um jogo de plataforma simples que se passa em uma tela fixa, e os únicos comandos possíveis são andar e pular. Não há uma condição definida para a vitória, a não ser consegur todas as 100 conquistas, do trivial ("ande para a esquerda", "clique no campo do jogo") ao complexo ("toque todos os quadrados", "encontre e vá a três locais particulares em ordem"). O sucesso do jogo resultou em duas sequências.
O programa de vigilância da NSA XKeyscore usa conquistas e pontos "skilz" para ajudar a treinar novos analistas.
O RetroAchievements é uma plataforma que adiciona conquistas a jogos em emuladores, suportando desde consoles de mesa antigos como Atari 2600 a PlayStation 2 até portáteis como Game Boy a PlayStation Portable.